# Elektrochemiczna spektroskopia impedancyjna
Elektrochemiczna spektroskopia impedancyjna (EIS z ang. Electrochemical impedance spectroscopy) – technika elektrochemiczna, która wykorzystywana jest do analizowania szybkości procesów zachodzących na elektrodzie oraz badania powierzchni. Do elektrody przykładany jest zmienny potencjał {\displaystyle U(t)=U_{m}\sin(\omega t).} Uzyskany prąd opisany jest zależnością {\displaystyle I(t)=I_{m}\sin(\omega t+\vartheta ).}
Impedancja (Z) zawiera wartość urojoną oraz rzeczywistą. Opisana jest równaniem:
{\displaystyle |Z_{f}|={\frac {\Delta \varphi }{I_{0}}}={\sqrt {R_{s}^{2}+\left({\frac {1}{\omega C_{s}}}\right)^{2}}},}
gdzie:
{\displaystyle Z} – impedancja,
{\displaystyle \Delta \varphi } – kąt przesunięcia fazowego,
{\displaystyle I_{0}} – prąd wymiany,
{\displaystyle \omega } – częstość kątowa,
{\displaystyle R_{s}} – całkowita oporność warstwy reakcyjnej,
{\displaystyle C_{s}} – całkowita pojemność elektryczna granicy faz.
Impedancja elektrody jest równoważna impedancji prostego obwodu elektrycznego.
Na mierzoną impedancję mają wpływ czynniki takie jak:
- szybkość dyfuzji analitu do elektrody,
- szybkość dyfuzji produktów reakcji w głąb roztworu,
- szybkość reakcji zachodzącej na elektrodzie.

Zmierzona impedancja może dostarczyć informacji o szybkości transportu depolaryzatora do powierzchni elektrody, prędkości przeniesienia elektronu czy stabilności układu.
Wyniki pomiarów elektrochemicznej spektroskopii impedancyjnej są przedstawiane w postaci wykresów Nyquista. Składa się on z dwóch części. Jedna z nich jest linią prostą o nachyleniu 45°. Jest to impedancja Randlesa, która jest rejestrowana dla małych częstotliwości. Dotyczy obszaru kontrolowanego szybkością przenoszenia masy. Drugi fragment wykresu jest półkolem. Jest to obszar kontrolowany przeniesieniem ładunku. Impedancja mierzona jest w zakresie 1 MHz – 10 kHz.
Elektrochemiczna spektroskopia impedancyjna znalazła zastosowanie między innymi w badaniu procesów korozji, pracy sensorów czy określaniu porowatości uzyskiwanych warstw.